# U2-3 Tour
U2-3 Tour – trasa koncertowa zespołu U2, która promowała EP zespołu Three. Tourneé obejmowało dziesięć koncertów. Grupa zagrała w Anglii, Irlandii Północnej i Irlandii.

## Lista koncertów
1. 23 grudnia 1979 – Dublin, Irlandia (Dandelion Market)
2. 1 lutego 1980 – Belfast, Irlandia Północna (Queen's University)
3. 4 lutego 1980 – Cork, Irlandia (Country Club)
4. 18 lutego 1980 – Sligo, Irlandia (The Blue Lagoon)
5. 26 lutego 1980 – Dublin, Irlandia (National Stadium)
6. 2 marca 1980 – Tullamore, Irlandia – (Garden of Eden Club)
7. 19 marca 1980 – Londyn, Anglia (Sense of Ireland Festival)
8. 10 maja 1980 – Ballina, Irlandia (Town Hall Theatre)
9. 11 maja 1980 – Tullamore, Irlandia (Garden of Eden Club)
10. 12 maja 1980 – Sligo, Irlandia (The Blue Lagoon)

## Utwory zagrane na koncertach
- „Out of Control”
- „Boy-Girl”
- „Another Day”
- „Cartoon World”
- „Shadows And Tall Trees”
- „Stories For Boys”
- „The Dream Is Over”
- „The King's New Clothes”
- „Trevor”
- „Twillight”